# Cray Operating System
Il Cray Operation Sistem (COS) era un sistema operativo sviluppato dalla Cray Research per i supercomputer Cray-1 (1976) e per il Cray X-MP. Il sistema operativo venne rimpiazzato nel 1984 dall'UNICOS. Il COS venne distribuito con il Cray Assembler Language (CAL) e il Cray FORTRAN (CFT). 
La versione 1.17 è disponibile su archive.org (dalla pagina di Wikipedia in inglese: "While the source for version 1.13 was released as public domain, 1.17 is available at archive.org.[1]"  [1]: https://www.archive.org/details/Cos1.17DiskImageForCray-1x-mp)